# Painless
| Совокупная оценка    | Совокупная оценка |
| Источник             | Оценка            |
| -------------------- | ----------------- |
| Metacritic           | 83/100            |
| Оценки критиков      |                   |
| Источник             | Оценка            |
| AllMusic             | [ 4 ]             |
| The A.V. Club        | A−                |
| Exclaim!             | 8/10              |
| The Guardian         | [ 2 ]             |
| The Independent      | [ 7 ]             |
| The Line of Best Fit | 8/10              |
| NME                  | [ 9 ]             |
| Pitchfork            | 8.4/10            |
| The Telegraph        | [ 11 ]            |
| Uncut                | 8/10              |

Painless — второй студийный альбом британской певицы и гитаристки Нилюфер Яньи, вышедший 4 марта 2022 года на лейбле ATO Records. Альбом получил положительные отзывы музыкальных критиков и был включён в списки лучших альбомов года многими изданиями, включая A.V. Club, Exclaim!, Paste, Pitchfork, Slant Magazine и другие.

## Композиция
Альбом был записан при участии продюсера дебютного диска Miss Universe Влимы Арчера (он же Slime), Эндрю Сарло (Big Thief, Nick Hakim), инди-электронного/арт-поп исполнителя Bullion и музыканта Jazzi Bobbi, все они приложили руку к продюсированию. Янья открывает, тем не менее, спокойный альбом ритмичной медитацией о том, как линейная природа жизни и смерти переплетается с цикличностью смены времён года («the dealer»). Вкрадчивый вокал с несколькими дорожками звучит на фоне грохочущих барабанов и глубокого баса, а гармоничные гитарные риффы создают мясистый центр трека. Относительно простая аранжировка и микс этой песни позже контрастируют с такими композициями, как «L/R» и «the mystic», которые играют со стереоэффектами, а также «trouble», которая заканчивается слоями мелодичных искажений над ударами, что является одним из нескольких коротких экскурсов в шум. Среднетемповая, ритмичная «Midnight Sun» выделяется своими медленно развивающимися гитарными паттернами, которые служат скорее опорой для песни, чем её ритмической секцией. Однако качественных различий между треками в альбоме, который остаётся задумчивым, звуковым пасмурным и тихо трипповым на протяжении всего времени, мало, даже на галопирующей «stabilize», в которой жутковатый мультитрек Янья постоянно твердит «я никуда не пойду» («пока не истеку кровью»).

## Отзывы
Альбом получил положительные отзывы музыкальных критиков и интернет-изданий и был включён в списки лучших альбомов года многими изданиями, включая A.V. Club, Exclaim!, Paste, Pitchfork, Slant Magazine и другие. На интернет-агрегаторе Metacritic, который присваивает нормализованный рейтинг из 100 баллов по рецензиям основных изданий, альбом получил средний балл 83, основанный на 18 профессиональных рецензиях. Лаура Снейпс из Pitchfork отметила, что «Painless превосходит в своём роде тонкое раскрытие, полагаясь не столько на силу, сколько на текстуру и безукоризненно скупые детали. Её голос — это нежные мускулы, её песни — извилисты, а её громкая тихая гитара может прозвучать так же неожиданно, как румянец на щеках в неподходящий момент». Крис Тейлор из Line of Best Fit написал: «Хрустящий, эфирный и странный в своей суровой красоте, Painless — это запись противоречий, которые Янья эффектно сплетает вместе». В пятизвёздочной рецензии The Telegraph заявила, что альбом «должен закрепить за Нилюфер Яньей статус звезды поколения».
В Under The Radar написали: «Мощь её песен и замысловатые аранжировки ошеломляют и не оставляют сомнений в том, что Янья — автор песен и музыкант огромного таланта, для которой нет предела совершенству».
Марси Донелсон написал в AllMusic, что после эклектичного дебютного концептуального альбома Miss Universe три года спустя выпустила его продолжение, PAINLESS, которое «…стало более мягким, затерянным в размышлениях и более откровенных эмоциях. Если PAINLESS оказался менее амбициозным и привлекающим внимание, чем её дебют, то Янья делает успехи в том, чтобы быть более впечатляющей».

### Итоговые списки
| Публикация       | Список                                | Ранг | Ссылка |
| ---------------- | ------------------------------------- | ---- | ------ |
| A.V. Club        | The 25 Best Albums of 2022            | N/A  | [ 15 ] |
| BrooklynVegan    | Top 50 Albums of 2022                 | 3    | [ 16 ] |
| BrooklynVegan    | Indie Basement: Top 40 Albums of 2022 | 5    | [ 17 ] |
| Crack            | Best Albums of 2022                   | 40   | [ 18 ] |
| Esquire          | The 25 Best Albums of 2022            | N/A  | [ 19 ] |
| Exclaim!         | Exclaim!'s 50 Best Albums of 2022     | 21   | [ 20 ] |
| The Forty-Five   | Albums of the year 2022               | 26   | [ 21 ] |
| The Independent  | The 10 Best Indie Albums of 2022      | 2    | [ 22 ] |
| Gigwise          | Gigewise’s 51 Best Albums of 2022     | 15   | [ 23 ] |
| Gorilla Vs. Bear | Gorilla Vs Bear’s Albums of 2022      | 12   | [ 24 ] |
| NPR              | The 50 Best Albums of 2022            | 30   | [ 25 ] |
| ourculture       | The 50 Best Albums of 2022            | 18   | [ 26 ] |
| Paste            | The 50 Best Albums of 2022            | 36   | [ 27 ] |
| Pitchfork        | The 50 Best Albums of 2022            | 16   | [ 28 ] |
| The Ringer       | The 33 Best Albums of 2022            | 32   | [ 29 ] |
| Slant Magazine   | The 50 Best Albums of 2022            | 11   | [ 30 ] |
| Treble           | The 50 Best Albums of 2022            | 15   | [ 31 ] |
| Under the Radar  | The 100 Best Albums of 2022           | 6    | [ 32 ] |
| Uproxx           | The Best Indie Albums of 2022         | N/A  | [ 33 ] |

## Список композиций
| №                   | Название            | Автор(ы)                              | Продюсеры           | Длительность |
| ------------------- | ------------------- | ------------------------------------- | ------------------- | ------------ |
| 1.                  | «The Dealer»        | Nilüfer Yanya Will Archer Jazzi Bobbi | Archer              | 3:38         |
| 2.                  | «L/R»               | Yanya Bullion                         | Bullion             | 3:39         |
| 3.                  | «Shameless»         | Yanya Archer                          | Archer              | 4:34         |
| 4.                  | «Stabilise»         | Yanya Archer                          | Archer              | 3:32         |
| 5.                  | «Chase Me»          | Yanya Archer                          | Archer              | 3:30         |
| 6.                  | «Midnight Sun»      | Yanya Archer                          | Archer              | 4:42         |
| 7.                  | «Trouble»           | Yanya Archer                          | Archer              | 5:04         |
| 8.                  | «Try»               | Yanya Archer                          | Archer              | 4:10         |
| 9.                  | «Company»           | Yanya Archer                          | Archer              | 3:46         |
| 10.                 | «Belong with You»   | Yanya Bobbi                           | Bobbi               | 2:56         |
| 11.                 | «The Mystic»        | Yanya Andrew Sarlo                    | Sarlo               | 3:33         |
| 12.                 | «Anotherlife»       | Yanya Bullion                         | Bullion             | 3:23         |
| Общая длительность: | Общая длительность: | Общая длительность:                   | Общая длительность: | 46:27        |

| №                   | Название                                     | Автор(ы)            | Продюсеры           | Длительность |
| ------------------- | -------------------------------------------- | ------------------- | ------------------- | ------------ |
| 13.                 | «Shameless (Reflects)»                       | Yanya Archer        | Archer              | 4:37         |
| 14.                 | «Midnight Sun (Reflects)» (Acoustic Version) | Yanya Archer        | Archer              | 4:55         |
| 15.                 | «Chase Me (Reflects)»                        | Yanya Archer        | Archer              | 3:28         |
| 16.                 | «Midnight Sun» (Sampha Remix)                | Yanya Archer        | Sampha              | 4:17         |
| 17.                 | «Midnight Sun» (King Krule Remix)            | Yanya Archer        | King Krule          | 5:03         |
| 18.                 | «Rid of Me»                                  | Полли Джин Харви    | Bobbi               | 3:37         |
| Общая длительность: | Общая длительность:                          | Общая длительность: | Общая длительность: | 72:24        |

## Персонал
Музыканты
- Нилюфер Янья — вокал (все треки), электрогитара (треки 2, 9), гитары (10-12)
- Уилл Арчер — электрогитара (треки 1, 3-7, 9), акустическая гитара (1, 3, 6, 8), бас-гитара (1, 4, 5, 8), фортепиано (3), бэк-вокал (5, 8)
- Эллис Дюпюи — ударные (треки 1, 4, 6, 10, 11)
- Бен Рид — бас-гитара (треки 2, 3, 12)
- Дом Пьюзи — кларнет (трек 3)
- Джаззи Бобби — вокал (трек 10)

## Позиции в чартах
| Чарт (2022)                       | Высшая позиция |
| --------------------------------- | -------------- |
| Шотландия (Scottish Albums Chart) | 33             |
| Великобритания (UK Albums Chart)  | 86             |